# Menopon gallinae
Menopon gallinae – pasożyt należący obecnie do Phthiraptera, według dawnej systematyki należał do wszołów. Jest najczęściej spotykanym pasożytem kur, kaczek, gołębi. Występuje także u myszołowa zwyczajnego.
Samiec długości 1.8 mm, samica 1,7 mm. Charakteryzują się trójkątną głową i lekko żółtym kolorem. Bytują na całym ciele w piórach, czasami na skórze. Odżywiają się piórami, rzadko krwią. Występuje na terenie Europy i Ameryki.